# Oscar Moro
Oscar Moro (Rosario, 24 de janeiro de 1948 – Buenos Aires, 11 de julho de 2006) foi um músico de rock argentino. Participou de algumas das bandas mais importantes de rock da história deste país como Los Gatos e Seru Giran. Moro foi um baterista versátil, que transitou por diversos diversos gêneros e estilos. Sua figura perdeu importância nos anos 1980 e 90, devido a sua frágil saúde, embora tenha deixado uma marca decisiva no rock argentino.